# خیلی گی‌ای
«خیلی گی‌ای» (به انگلیسی: Ur So Gay) ترانه‌ای خوانندهٔ آمریکایی کیتی پری می‌باشد که از ئی‌پی‌ای به همین نام منتشر شده‌است. وی این ترانه را به‌همراه تهیه‌کننده‌اش گرگ ولز نوشت، در حالی که درو پیرسون وظیفهٔ مهندسی صدا را بر عهده داشت.

## موزیک ویدئو

### پس‌زمینه
موزیک ویدئو این قطعه توسط والتر می ساخته شد و در نوامبر سال ۲۰۰۷ منتشر شد. به گفتهٔ باب سمانوویچ، معاون ارشد بخش استعدادها و تولید در شرکت کپیتال رکوردز، هدف از ساخت این ویدئو معرفی کیتی پری به مخاطبان به شکلی «سرگرم‌کننده و بازیگوشانه» بود. پری ایدهٔ محوریت دادن به عروسک‌ها در ویدئو را مطرح کرد، چرا که می‌خواست مخاطبان بدانند این ترانه یک «دیس‌ترک با لحنی مسخره‌آمیز است.